# Drusilla sabahorum
Drusilla sabahorum (лат.) — вид жуков-стафилинид рода Drusilla из подсемейства Aleocharinae.

## Распространение
Юго-Восточная Азия: Сабах (остров Калимантан, Малайзия).

## Описание
Мелкие коротконадкрылые жуки, длина около 5 мм. Тело блестящее, красноватое, переднеспинка и брюшко желтовато-красные, усики черновато-коричневые с двумя базальными члениками и основанием третьего желтовато-красные, ноги жёлтые. Второй членик усика короче первого, третий длиннее второго, четвёртый длиннее ширины, пятый-седьмой равны своей ширине, восьмой-десятый поперечные. Глаза длиннее заглазничной области, если смотреть сверху. Ретикуляция головы сильная, отсутствует на лбу, переднеспинке и надкрыльях, на брюшке поверхностная. Антенны относительно длинные. Переднеспинка длиннее ширины, с широкой центральной бороздкой. Голова относительно небольшая и округлая, с чётко выраженной шеей и с очень коротким затылочным швом, оканчивающимся проксимальнее щеки.

## Систематика
Вид был впервые описан в 2014 году итальянским энтомологом Роберто Пачэ (1935—2017). Новый вид также похож на Drusilla aerea с Борнео, от которого отличается строением гениталий.  Вид и род относят к подтрибе Myrmedoniina в составе трибы Lomechusini.